# Waksmundzki Wierch

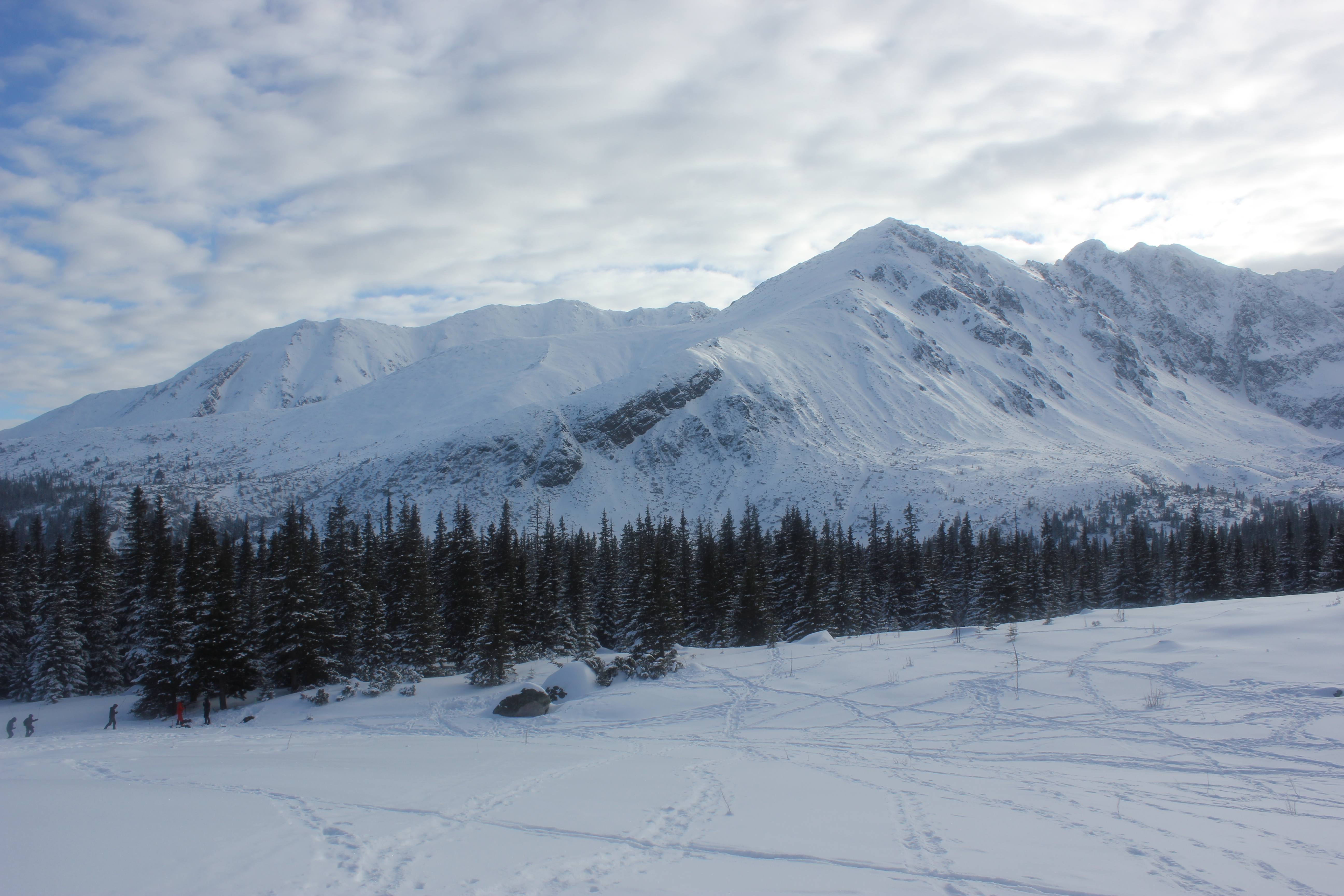
Blick von der Alm Hala Gąsienicowa

Der Waksmundzki Wierch ist ein Berg in der polnischen Hohen Tatra mit 2186 m im Massiv der Koszysta. Der Berg gehört zu den Gemeinden Poronin (Ortsteil Murzasichle) am Westhang und Bukowina Tatrzańska (Ortsteil Brzegi) am Osthang in der Woiwodschaft Kleinpolen im Landkreis Powiat Tatrzański.

## Lage und Umgebung
Unterhalb des Gipfels liegen zwei Täler, das Tal Dolina Pańszczyca im Westen und das Tal Dolina Waksmundzka im Osten.
Nördlich des Waksmundzki Wierch liegt der Gipfel Wielka Koszysta und südlich der Bergpass Krzyżne.

## Etymologie
Der polnische Name Waksmundzki Wierch lässt sich als Waksmund Gipfel übersetzen. Der Name rührt daher, dass der Waksmundzki Wierch über dem Tal Dolina Waksmundzka thront.

## Flora und Fauna
Trotz seiner Höhe besitzt der Waksmundzki Wierch eine bunte Flora und Fauna. Es treten zahlreiche Pflanzenarten auf, insbesondere hochalpine Blumen und Gräser. Neben Insekten und Weichtieren sowie Raubvögeln besuchen auch Bären, Wölfe, Luchse, Murmeltiere und Gämsen den Gipfel.

## Besteigungen
Erstbesteigungen:
- Sommer: Ludwik Zejszner 3. August 1838
- Winter: Henryk Bednarski, Józef Lesiecki, Mariusz Zaruski und Stanisław Zdyb 4. März 1910

## Tourismus
Der Waksmundzki Wierch stellt seit 1936 ein striktes Naturreservat dar. Er ist für Wanderer nicht zugänglich. Auf den Gipfel führen keine markierten Wanderwege. Ehemalige Wanderwege sind bereits wieder zugewachsen.

## Belege
- Zofia Radwańska-Paryska, Witold Henryk Paryski: Wielka encyklopedia tatrzańska. Poronin, Wyd. Górskie, 2004, ISBN 83-7104-009-1.
- Tatry Wysokie słowackie i polskie. Mapa turystyczna 1:25.000, Warszawa, 2005/06, Polkart, ISBN 83-87873-26-8.